# Eugene Stoner
Eugene Morrison Stoner (Gosport, Indiana, 22 de noviembre de 1922-Palm City, Florida, 24 de abril de 1997) es el principal nombre que se asocia al diseño del fusil de asalto AR-15, adoptado por las Fuerzas Armadas de los Estados Unidos como M16. Es considerado por muchos historiadores, junto con John Browning, Mijaíl Kaláshnikov y John Garand, como uno de los más exitosos diseñadores de armas del siglo XX.

## Biografía
Estudio el nivel bachillerato en Long Beach y posteriormente trabajó para la compañía Vega Aircraft, en la instalación de armamento. Durante la Segunda Guerra Mundial se alistó en el Cuerpo de Aviación del Cuerpo de Marines de Estados Unidos y sirvió en activo en el Pacífico Sur y en el norte de China.
A finales de 1945 comenzó a trabajar en el taller de maquinaria Whittaker, una compañía de equipamiento para aviones, convirtiéndose poco después en Ingeniero de Diseño. En 1954 fue designado ingeniero en jefe de ArmaLite, una división de la compañía Fairchild Aircraft. 
En ArmaLite, diseñó diversos prototipos de armas, incluyendo el AR-3, el AR-9, el AR-11, el AR-12, ninguno de los cuales entró en producción masiva. Su único diseño exitoso, en ese periodo, fue la carabina de supervivencia AR-7, adoptada por la Fuerza Aérea de los Estados Unidos.

## Armas diseñadas por Eugene Stoner
- AR-10
- AR-15
- Fusil M16
- SR-25
- Stoner 63